# Малатеста
Малатеста (Malatesta) — род кондотьеров гвельфской ориентации, правивших с 1295 по 1500 год итальянским городом Римини, а также рядом мест в Романье и Марке. Их имя носит соборный храм Римини, Темпио Малатестиано, спроектированный Альберти. Родовое прозвание «Малатеста» буквально означает «Дурная голова». Считается, что это прозвание за свой боевой дух и «безумную отвагу» получил прародитель семьи Родольфо ди Карпенья.

## Представители
- Малатеста де Веруккьо (ум. 1312), родом из Веруккьо, с 1239 года подеста Римини, встал во главе всех гвельфов Романьи и организовал убийство своих противников-гибеллинов из семейства Парчитати.
- Джованни Малатеста (ум. 1304) — старший сын предыдущего, активный участник романских междоусобных войн, с 1294 года подеста Пезаро. Он продолжил семейную историю убийств, расправившись с женой, Франческой да Полента, и её любовником Паоло (см. ниже).
- Паоло Малатеста (ум. 1285) — младший брат предыдущего, подеста Флоренции, знакомый Данте, который в «Божественной комедии» оплакал его гибель от рук брата.
- Галеотто Малатеста (1299—1385) — племянник предыдущих, синьор Римини, Фано, Чезены и Асколи-Пичено. В 1333 г. попал в плен при осаде Феррары. До 1343 года воевал за Римини с кузеном Феррантино. Посетил Святую землю, затем командовал войсками Джованны Неаполитанской. В конце жизни конфликтовал с миланскими Висконти.
- Карло I Малатеста (1368—1429) — сын предыдущего, участник Ломбардских войн, противник Монтефельтро и Висконти. На стороне Джана Галеаццо Висконти разбил флорентийцев под Брешией и взял в плен Леопольда IV. В 1406 году правил Миланом, затем командовал папскими войсками, возил на Констанцский собор отречение папы Григория XII. В 1416 году потерпел поражение от Браччо да Монтоне при Сант-Эгидио. Гонфалоньер (Капитан-генерал) Церкви.
- Пандольфо III Малатеста (ум. 1427) — младший брат предыдущего, правитель Фано. В молодости грабил Тоскану, ездил в Святую землю. На стороне миланцев разбил Альберико да Барбиано и воцарился в Болонье. В 1403—1407 годы прибавил к своим землям Комо, Брешиа и Бергамо, но довольно скоро вынужден был вернуть их Висконти. В 1413 году назначен капитаном-генералом Венеции.
- Сиджизмондо Пандольфо Малатеста (1417—1468) — незаконнорожденный сын предыдущего, один из идеалов воинской доблести раннего Ренессанса, прозванный «волком Романьи». По обычаю предков, убил супругу, Джиневру д’Эсте. Воевал с венецианцами против турок, но в конце жизни потерял все владения, кроме Римини, в войне с папой. Покровитель поэтов и художников. Построил в Римини собор Темпио Малатестиано.
- Роберто Малатеста (ум. 1482) — незаконнорожденный сын предыдущего, зять Федериго да Монтефельтро. При поддержке папы Николая V обманом выманил Римини у старшего брата; затем был отлучён от церкви и выступил против папы в Феррарской войне. В 1482 году освободил Рим от неаполитанцев, одержав важную победу при Кампоморто.
- Пандольфо IV Малатеста «Злой» (1475—1534) — сын предыдущего, участник Итальянских войн, капитан-генерал Венецианской республики. В 1500 году Чезаре Борджа выгнал его из Римини в Венецию. Запродав права на Римини венецианцам за 2900 дукатов, он неоднократно пытался отвоевать город, несмотря на сопротивление жителей. Последние годы провёл в бедности при дворе д’Эсте.
- Сиджизмондо Малатеста (1498—1553) — последний видный представитель семейства, всю жизнь пытавшийся отобрать Римини у папы и ненадолго преуспевший в суматохе, последовавшей за разграблением Рима имперцами в 1527 году. Воспет и прославлен Эзрой Паундом в поэме «Кантос».
- Джакомо Малатеста (1530—1600) — маркиз Ронкофреддо и Монитано, граф Монтекодруццо, кондотьер, верховный капитан всей армии Венецианской республики.

Владения рода Малатеста на карте Средней Италии (бордовым цветом)
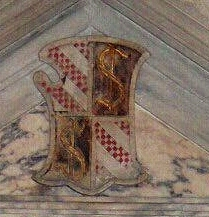
Герб «волка Романьи» в Темпио Малатестиано.
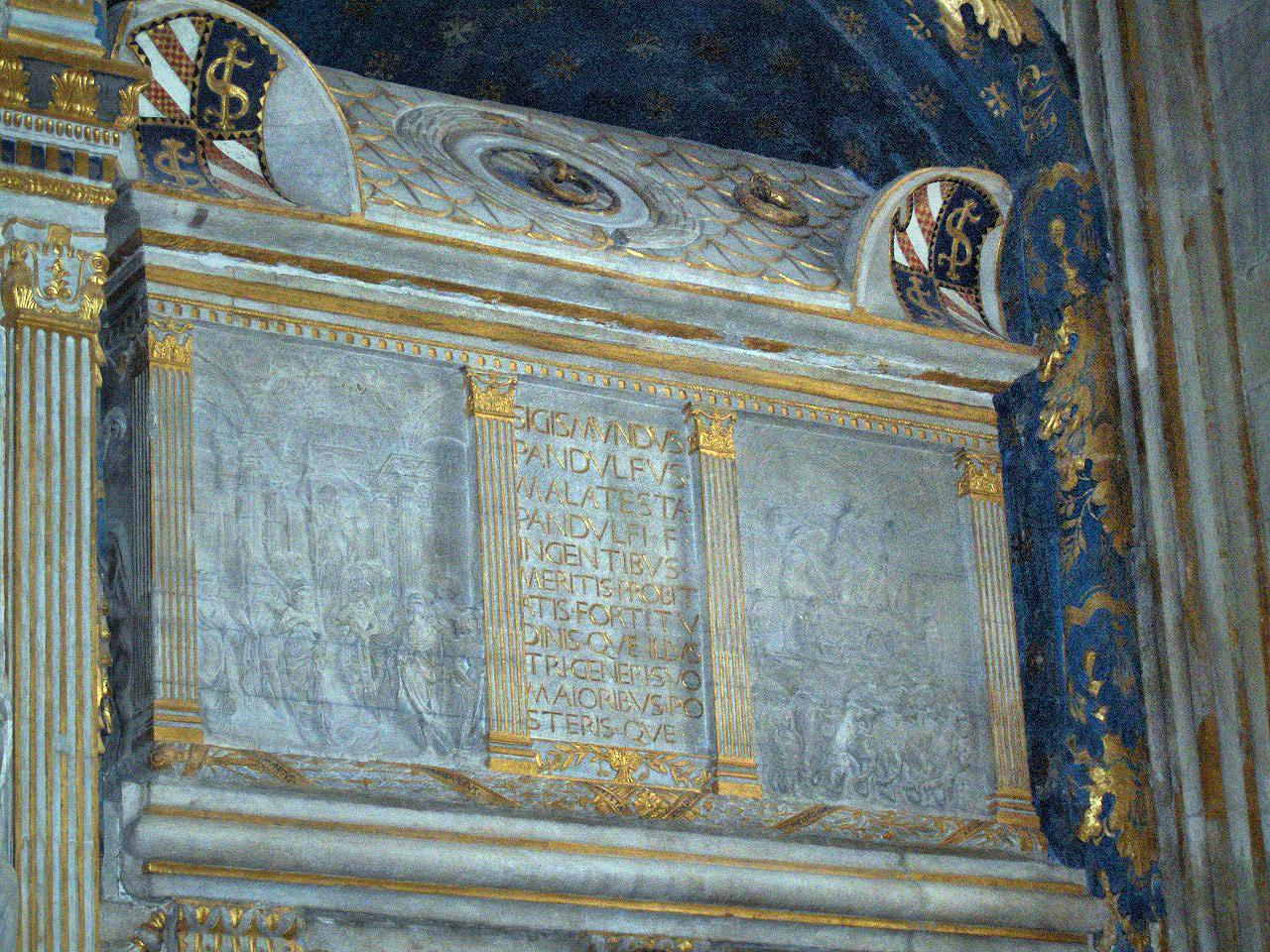
«Гробница предков» в Темпио Малатестиано.
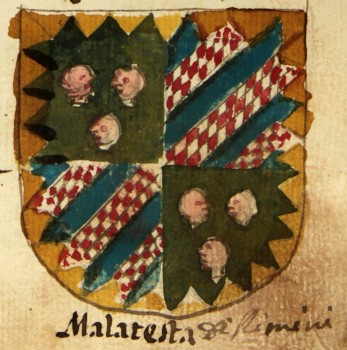
Герб ветви Малатеста из Римини с гласными элементами